# Филигрань
Филигра́нь (итал. filigrana, из лат. filum — нить и granum — зерно) — ювелирная техника, использующая ажурный или напаянный на металлический фон узор из тонкой золотой, серебряной или медной проволоки, также изделия, выполненные в такой технике (см. также скань). Элементы филигранного узора бывают самыми разнообразными: в виде верёвочки, шнурка, плетения, ёлочки, дорожки, глади. Иносказательно филигранью называют изделия из стекла с «сетчатым декором», главным образом знаменитого муранского стекла. Правильное название: стеклянная вить.
В единое целое отдельные элементы филиграни соединяют при помощи пайки. Часто филигрань сочетают с зернью, представляющей собой металлические мелкие шарики, которые напаивают в заранее подготовленные ячейки (углубления). Зернь создаёт эффектную фактуру, игру светотени, благодаря чему изделия приобретают особо нарядный, изысканный вид.
Материалами для филигранных изделий служат сплавы золота, серебра и платины, а также медь, латунь, мельхиор, нейзильбер. Украшения, выполненные в технике филиграни или с элементами филиграни очень часто (в целях облагораживания их внешнего вида) оксидируют и серебрят. Нередко филигрань сочетают с эмалью (в том числе финифтью), гравировкой, чеканкой. Техникой филиграни можно изготовить все без исключения виды ювелирных украшений.
Изначально филигрань начали делать в Египте. Потом эта технику переняли греки, финикийцы и индийцы. Лишь потом восточными торговыми путями эта техника попала на Русь. Первые филигранные изделия производились в царских или монастырских мастерских. Мастера-сканщики задумывали изделия и осуществляли все операции по их производству. В XVII веке потребность в сканных вещах увеличивается. Появляется разделение труда, ремесленники становятся самостоятельными, отдельные мастера осуществляют изготовление проволоки, сканных элементов. В XVIII веке изготовлялись большие сканные изделия, наряду с камнями широко применялись хрусталь, перламутр. Одновременно получили большое распространение небольшие серебряные вещи: вазочки, солонки, шкатулки.
С XIX века изделия из филиграни уже выпускались фабриками в больших количествах. Они разнообразны и по назначению и по ассортименту; дорогая посуда, церковная утварь, принадлежности туалета. Технологические приёмы достигают высокого совершенства. Расцветает рельефная ажурная филигрань, появляется просвечивающая (оконная) эмаль. Но постепенно исчезает сочность, для многих вещей становится характерной манерность.
Центрами сканного дела сегодня являются:
- село Казаково Вачского района Нижегородской области — родина Казаковской филиграни. В селе расположено Казаковское предприятие художественных изделий, изготавливающее уникальную ювелирную и сувенирную продукцию в древнейшей технике художественной обработки металла — скань.
- посёлок Красное-на-Волге Костромской области. Здесь же находится Красносельское училище художественной обработки металлов, главной задачей которого является сохранение традиционного красносельского ювелирного промысла — скань, эмаль, чеканка и др.
- город Павлово Нижегородской области. Здесь находится государственное бюджетное образовательное учреждение Павловский техникум народных художественных промыслов России.

## Галерея
- Чугунные филигранные балюстрады в центральном атриуме Брэдбери-билдинг в Лос-Анджелесе, США
- Стерлинговая лошадь и коляска, филигранная работа
- Стерлинговое блюдо, филигранная работа
- Брошь с цитриновой канителью
- Таракаси[англ.] (серебряная филигрань) кулон и серьги из Каттака, Индия
- Серебряная филигранная работа
- Серебряная филигранная иконописная обложка репу; Исторический музей в Самокове, Болгария